# Befis NaturGarten

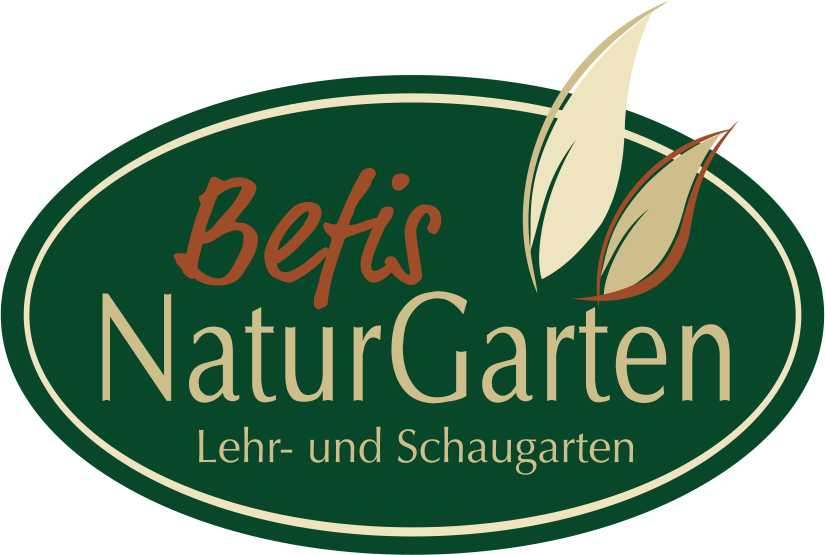
Logo von Befis NaturGarten

Befis NaturGarten in Burlage ist ein Lehr- und Schaugarten im südlichen Ostfriesland. Er ist nach dem Heimatdichter, Maler und Ortsbürgermeister Bernhard Ficken aus Burlage benannt, der auch als „Befi“ bekannt war.
Bernhard Ficken besaß eine etwa 3600 m² große Wiese am Bach Rote Riede, auf der ein Wochenendhaus stand. Nach seinem Tod 2007 ging das Grundstück 2010 an seinen Enkel Ingo Rieken. Im Jahr 2011 gründete Ingo Rieken gemeinsam mit Theo Lüken „Befis NaturGarten“ als Lehr- und Schaugarten des NABU Emsland Nord e.V. Der Garten wurde 2013 auf 10.000 m² vergrößert. Befis NaturGarten erreichte 2014 den zweiten Platz in der Kategorie „Verband & Verein“ des Wettbewerbs „Streuobstwiesen blühen auf“, den der Bund für Umwelt- und Naturschutz Deutschland veranstaltet hatte.
Im Vordergrund des Naturgartens stehen der Schutz und die Förderung der Artenvielfalt. Kernprojekt des Gartens ist eine Streuobstwiese mit alten hochstämmigen Obstbaumsorten. Als weiterer Schwerpunkt sollen Imkerei und Wildbienen dazukommen. Daneben gibt es auf dem Gelände einen Lehrpfad, der die einzelnen Elemente im Naturgarten erklärt.
Im Februar 2017 wurde der Verein „Befis NaturGarten e.V.“ gegründet, der sich für den Erhalt der Artenvielfalt und Umweltbildung engagiert.

Befis NaturGarten – die Übersicht
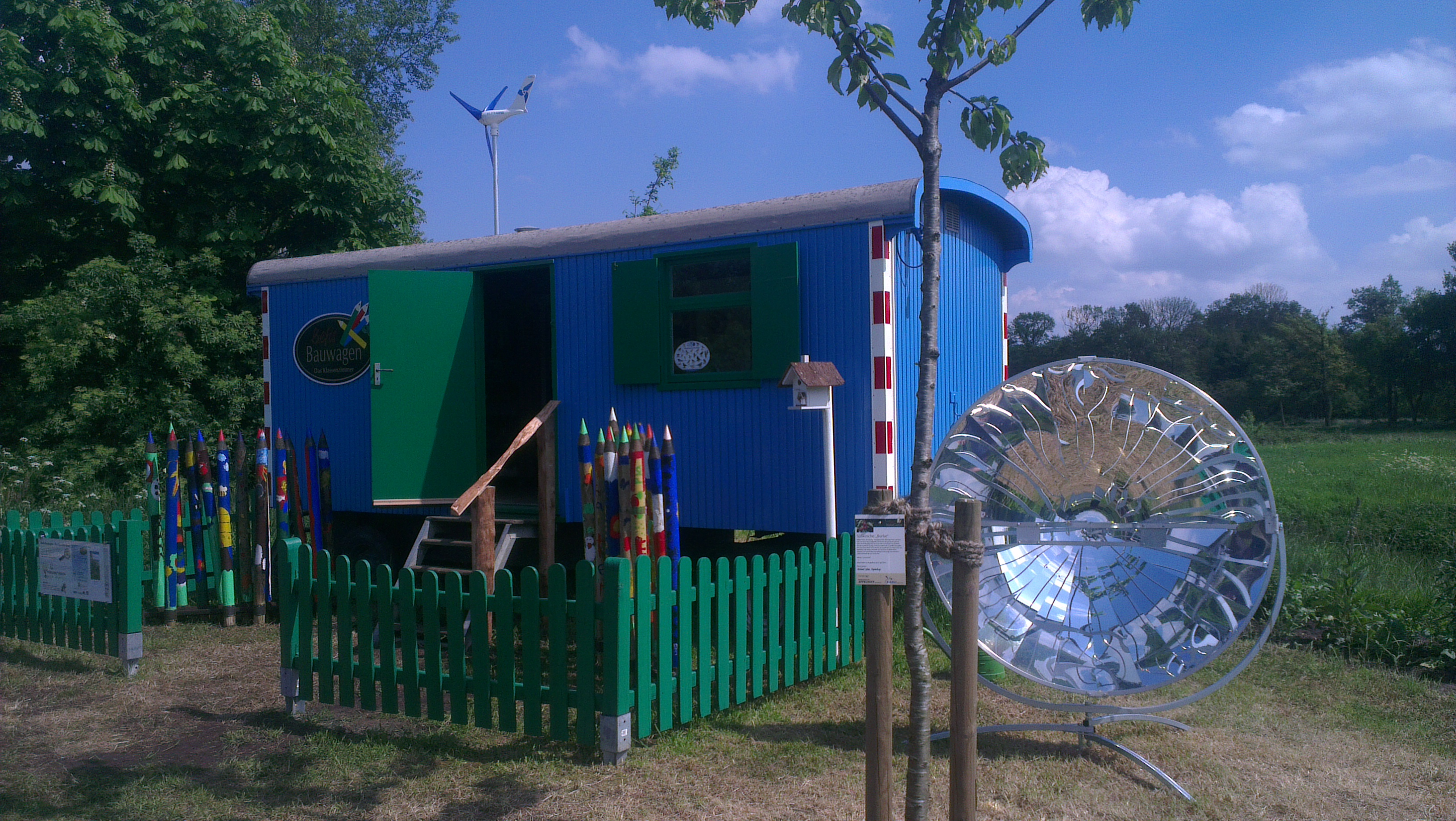
Befis Bauwagen – das Klassenzimmer
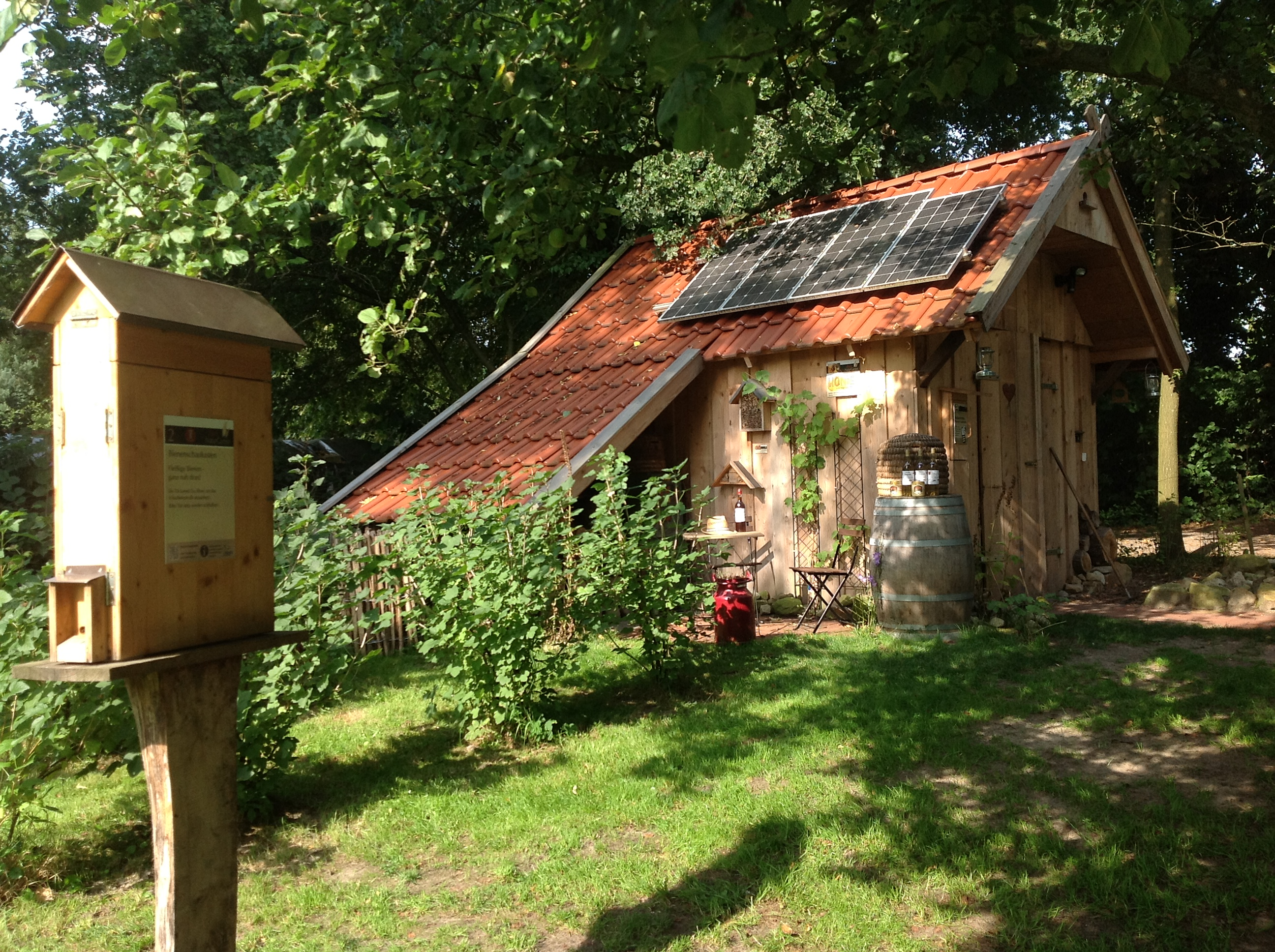
Scheune mit Solaranlage. Im Vordergrund ein Bienenschaukasten
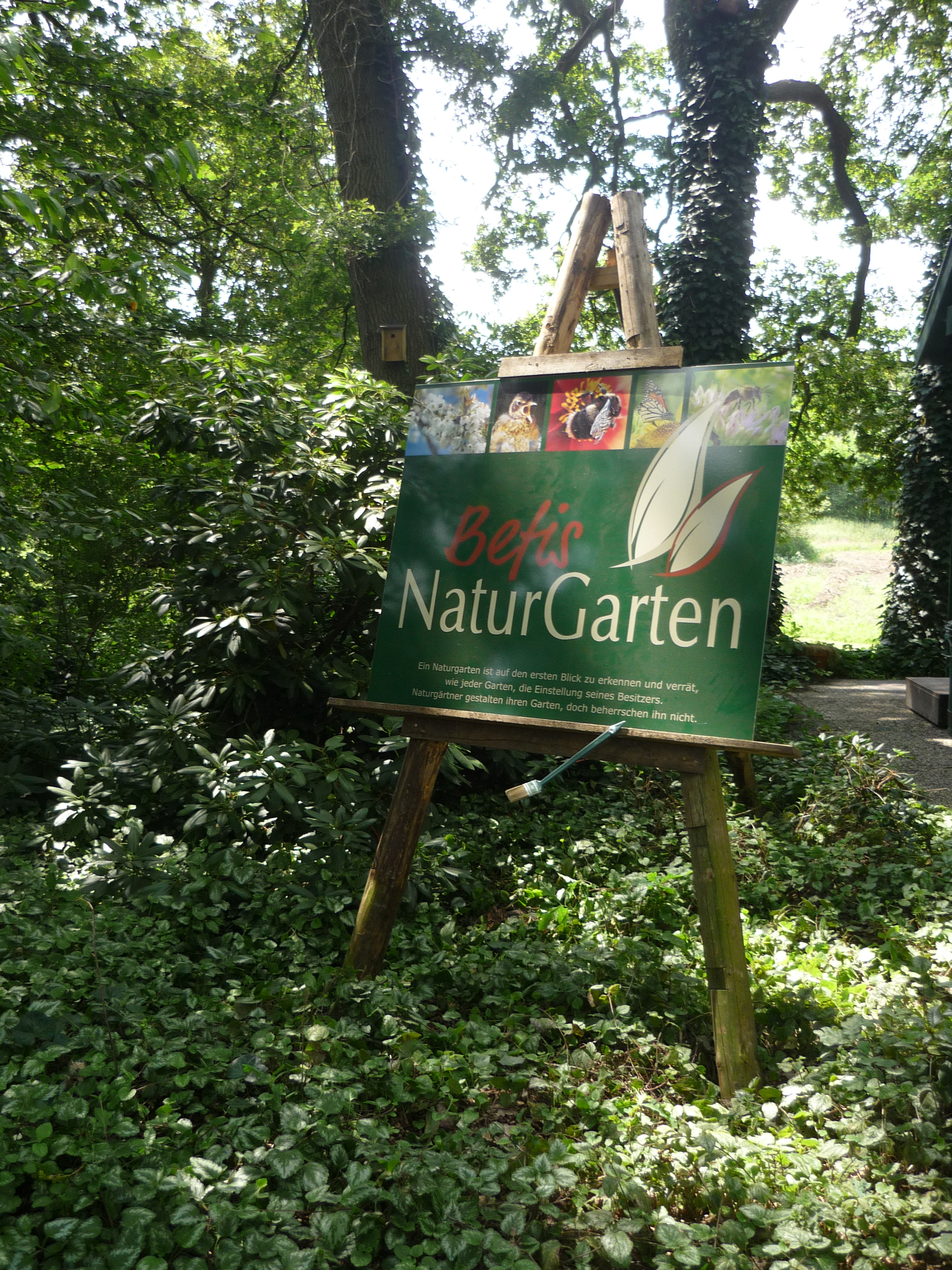
Staffelei und Pinsel sind eine Reminiszenz an Bernhard Ficken, dem das Grundstück ursprünglich gehörte